# Alena (Aztekoraphidia) horstaspoecki
Alena (Aztekoraphidia) horstaspoecki is een kameelhalsvliegensoort uit de familie van de Raphidiidae. De soort komt voor in Mexico.
Alena (Aztekoraphidia) horstaspoecki werd voor het eerst wetenschappelijk beschreven door U. Aspöck & Contreras-Ramos in 2004.